# Municipio de Clay (condado de Washington)
El municipio de Clay (en inglés: Clay Township) es un municipio ubicado en el condado de Washington en el estado estadounidense de Iowa. En el año 2010 tenía una población de 223 habitantes y una densidad poblacional de 3,07 personas por km².

## Geografía
El municipio de Clay se encuentra ubicado en las coordenadas 41°12′12″N 91°53′24″O / 41.20333, -91.89000. Según la Oficina del Censo de los Estados Unidos, el municipio tiene una superficie total de 72.64 km², de la cual 70,95 km² corresponden a tierra firme y (2,32 %) 1,69 km² es agua.

## Demografía
Según el censo de 2010, había 223 personas residiendo en el municipio de Clay. La densidad de población era de 3,07 hab./km². De los 223 habitantes, el municipio de Clay estaba compuesto por el 96,41 % blancos, el 3,14 % eran de otras razas y el 0,45 % eran de una mezcla de razas. Del total de la población el 3,14 % eran hispanos o latinos de cualquier raza.